# 기타쓰가루군

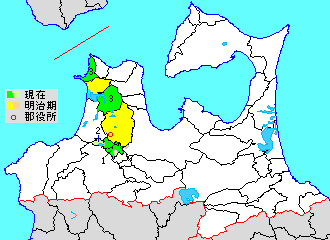
아오모리현 기타쓰가루군의 위치(1.이타야나기정 2.쓰루타정 3.나카도마리정 연녹,하늘색:후에 다른 군에서 편입한 구역 연노랑:후에 다른 군에 편입된 구역)

기타쓰가루군(일본어: 北津軽郡, きたつがるぐん)은 일본 아오모리현의 군이다.
인구 31,041명, 면적 304.65km², 인구밀도 102명/km².(2025년 3월 1일, 추계인구)
이하 3정으로 구성된다.
- 이타야나기정(板柳町)
- 나카도마리정(中泊町)
- 쓰루타정(鶴田町)

## 군역
1878년 행정 구역으로 발족할 당시의 군역은, 대체로 아래 구역에 해당한다.
- 고쇼가와라시의 대부분
- 아오모리시의 일부
- 이타야나기정의 대부분
- 쓰루타정의 일부
- 나카도마리정의 전역

## 역사
- 1878년 10월 30일 - 군구정촌 편제법이 아오모리현에서 시행되면서 쓰가루군 중 고쇼가와라촌 외의 109촌 구역으로 행정 구역으로서의 기타쓰가루군이 발족.

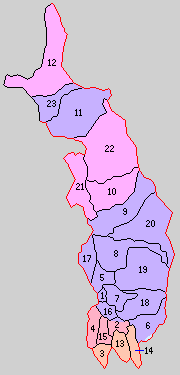
1.고쇼가와라촌 2.우메사와촌 3.이타야노키촌 4.쓰루타촌 5.나카가와촌 6.나나와촌 7.마쓰시마촌 8.가세촌 9.가나기촌 10.나카사토촌 11.아이우치촌 12.고도마리촌 13.고아미촌 14.소이카와촌 15.로쿠고촌 16.사카에촌 17.미요시촌 18.나가하시촌 19.이즈메촌 20.기라이치촌 21.다케다촌 22.우치가타촌 23.와키모토촌 (보라:고쇼가와라시 분홍:나카도마리정 빨강:쓰루타정 등색:이타야나기정 하늘색:아오모리시)

- 1889년 4월 1일 - 정촌제 시행으로, 아래의 정촌이 발족.(23촌)
  - 고쇼가와라촌(五所川原村): 현 고쇼가와라시
  - 우메사와촌(梅沢村): 현 고쇼가와라시
  - 이타야노키촌(板屋野木村): 현 이타야나기정
  - 쓰루타촌(鶴田村): 현 쓰루타정
  - 나카가와촌(中川村): 현 고쇼가와라시
  - 나나와촌(七和村): 현 고쇼가와라시, 아오모리시
  - 마쓰시마촌(松島村): 현 고쇼가와라시
  - 가세촌(嘉瀬村): 현 고쇼가와라시
  - 가나기촌(金木村): 현 고쇼가와라시
  - 나카사토촌(中里村): 현 나카도마리정
  - 아이우치촌(相内村): 현 고쇼가와라시
  - 고도마리촌(小泊村): 현 나카도마리정
  - 고아미촌(小阿弥村): 현 이타야나기정
  - 소이카와촌(沿川村): 현 이타야나기정
  - 로쿠고촌(六郷村): 현 쓰루타정, 이타야나기정
  - 사카에촌(栄村): 현 고쇼가와라시
  - 미요시촌(三好村): 현 고쇼가와라시
  - 나가하시촌(長橋村): 현 고쇼가와라시
  - 이즈메촌(飯詰村): 현 고쇼가와라시
  - 기라이치촌(喜良市村): 현 고쇼가와라시
  - 다케다촌(武田村): 현 나카도마리정
  - 우치가타촌(内潟村): 현 나카도마리정
  - 와키모토촌(脇元村): 현 고쇼가와라시
- 1895년 3월 27일 - 이타야노키촌이 개칭하여 이타야나기촌(板柳村)이 됨.
- 1898년 7월 1일 - 고쇼가와라촌이 정제 시행으로 고쇼가와라정(五所川原町)이 됨.(1정 22촌)
- 1920년
  - 2월 11일 - 가나기촌이 정제 시행으로 가나기정(金木町)이 됨.(2정 21촌)
  - 4월 1일 - 이타야나기촌이 정제 시행으로 이타야나기정(板柳町)이 됨.(3정 20촌)
- 1941년
  - 9월 10일 - 나카사토촌이 정제 시행으로 나카사토정(中里町)이 됨.(4정 19촌)
  - 10월 1일 - 쓰루타촌이 정제 시행으로 쓰루타정(鶴田町)이 됨.(5정 18촌)
- 1954년 10월 1일 - 고쇼가와라정·나가하시촌·이즈메촌·사카에촌·마쓰시마촌·나카가와촌·미요시촌이 합병하여, 고쇼가와라시(五所川原市)가 발족, 군에서 이탈.(4정 12촌)
- 1955년
  - 3월 1일 (4정 6촌)
    - 가세촌의 일부가 고쇼가와라시에 편입.
    - 가나기정, 기라이치촌 및 가세촌의 일부가 합병하여, 가나기정(金木町)이 발족.
    - 나카사토정·다케다촌·우치가타촌이 합병하여, 새로이 나카사토정이 발족.
    - 쓰루타정·로쿠고촌·우메사와촌이 니시쓰가루군 미즈모토촌과 합병하여, 새로이 쓰루타정이 발족.

  - 3월 10일 - 이타야나기정·소이카와촌·고아미촌이 미나미쓰가루군 하타오카촌과 합병하여, 새로이 이타야나기정이 발족.(4정 4촌)
  - 3월 31일 - 와키모토촌·아이우치촌이 니시쓰가루군 주산촌가 합병하여 시우라촌(市浦村)이 발족.(4정 3촌)
- 1956년
  - 8월 10일
    - 가나기정의 일부가 고쇼가와라시에 편입.
    - 이타야나기정의 일부가 미나미쓰가루군 후지사키정에 편입.

  - 9월 30일(4정 2촌)
    - 나나와촌의 일부가 미나미쓰가루군 나미오카정에 편입.
    - 나나와촌의 잔여부가 고쇼가와라시에 편입.

  - 11월 1일 - 쓰루타정의 일부가 고쇼가와라시에 편입.
- 1958년 4월 1일 - 쓰루타정의 일부가 이타야나기정에 편입.
- 2005년 3월 28일(3정)
  - 가나기정·시우라촌이 고쇼가와라시와 합병하여, 새로이 고쇼가와라시가 발족, 군에서 이탈.
  - 나카사토정·고도마리촌이 합병하여, 나카도마리정(中泊町)이 발족.

## 참고 문헌
- 《가도카와 일본 지명 대사전》 편집위원회, 편집. (1985년 12월 1일). 《가도카와 일본 지명 대사전》. 2 아오모리현. 가도카와 쇼텐. ISBN 4040010205.

## 같이 보기
- 쓰가루군 (리쿠오국)
- 히가시쓰가루군
- 니시쓰가루군
- 미나미쓰가루군
- 나카쓰가루군